# Au2parts
C.A.C. au2parts ApS (Au2parts) er en dansk autogrossistvirksomhed. Virksomheden har hovedkvarter i Aarhus med 40 afdelinger i Danmark. I 2023 havde de ca. 500 ansatte og en årsomsætning på over 1 mia. danske kroner. Selskabet blev etableret i 2006, og det er dansk ejet igennem moderselskabet Aktieselskabet Carl Christensen (reservedelsimportør).